# BV Veendam in het seizoen 1988/89
Het seizoen 1988/1989 was het 35e jaar in het bestaan van de Veendamse betaaldvoetbalclub BV Veendam. De club kwam uit in de Eredivisie en eindigde daarin op de 18e plaats. Dit betekende dat de club rechtstreeks degradeerde naar de Eerste divisie. Tevens deed de club mee aan het toernooi om de KNVB beker, hierin werd de club in de tweede ronde uitgeschakeld door FC Twente (0–1).

## Wedstrijdstatistieken

### Eredivisie
|       | Ajax  | BVV Den Bosch | Feyenoord | Fortuna Sittard | FC Groningen | FC Haarlem | MVV   | PEC Zwolle '82 | PSV   | RKC   | Roda JC | Sparta Rotterdam | FC Twente | FC Utrecht | FC Volendam | VVV   | Willem II |
| ----- | ----- | ------------- | --------- | --------------- | ------------ | ---------- | ----- | -------------- | ----- | ----- | ------- | ---------------- | --------- | ---------- | ----------- | ----- | --------- |
| Thuis | 0 – 1 | 1 – 3         | 1 – 2     | 1 – 1           | 0 – 0        | 2 – 0      | 4 – 1 | 1 – 2          | 1 – 2 | 2 – 0 | 4 – 4   | 0 – 1            | 0 – 3     | 1 – 0      | 0 – 2       | 0 – 0 | 1 – 1     |
| Uit   | 4 – 0 | 1 – 1         | 2 – 2     | 1 – 2           | 1 – 3        | 1 – 0      | 1 – 2 | 6 – 2          | 3 – 1 | 0 – 1 | 2 – 0   | 3 – 1            | 3 – 0     | 3 – 0      | 3 – 1       | 2 – 1 | 1 – 1     |

### KNVB beker
| 1e ronde                                      | TOP                               | 2 – 3 (0 – 0, 1 – 1) Na verlenging | BV Veendam                                                |
| 2 oktober 1988 Plaats: Oss Sportpark TOP      | Ruud van Lith 60' Ed de Groot 95' |                                    | 46' (pen.) Ron Jans 110' Grads Fühler 120' Lubbe van Dijk |
| 2e ronde                                      | FC Twente                         | 1 – 0 (0 – 0)                      | BV Veendam                                                |
| 20 november 1988 Plaats: Enschede Het Diekman | Mika Lipponen 53'                 |                                    |                                                           |

## Statistieken BV Veendam 1988/1989

### Eindstand BV Veendam in de Nederlandse Eredivisie 1988 / 1989
| Stand | Gespeeld | Gewonnen | Gelijk | Verloren | Punten | Doelpunten voor | Doelpunten tegen |
| ----- | -------- | -------- | ------ | -------- | ------ | --------------- | ---------------- |
| 18e   | 34       | 8        | 8      | 18       | 24     | 37              | 60               |

### Topscorers
| #                | Naam              | Goal |
| ---------------- | ----------------- | ---- |
| 1.               | Marcel van Buuren | 9    |
| 2.               | Joop Gall         | 4    |
| 2.               | Harris Huizingh   | 4    |
| 2.               | Ron Jans          | 4    |
| 2.               | Boy Nijgh         | 4    |
| 6.               | Ale Hindriks      | 2    |
| 6.               | Ernst Söllner     | 2    |
| 6.               | Ronald Steenge    | 2    |
| 6.               | René van Tilburg  | 2    |
| 10.              | Henk de Haan      | 1    |
| 10.              | Henk Veldmate     | 1    |
| Eigen doelpunten |                   |      |
| –                | Niet bekend       | 2    |
| Totaal           | Totaal            | 37   |

| #      | Naam           | Goal |
| ------ | -------------- | ---- |
| 1.     | Lubbe van Dijk | 1    |
| 1.     | Grads Fühler   | 1    |
| 1.     | Ron Jans       | 1    |
| Totaal | Totaal         | 3    |

## Voetnoten
Ajax ·
BVV Den Bosch ·
Feyenoord ·
Fortuna Sittard ·
FC Groningen ·
Haarlem ·
MVV ·
PEC Zwolle '82 ·
PSV ·
RKC ·
Roda JC ·
Sparta Rotterdam ·
FC Twente ·
FC Utrecht ·
BV Veendam ·
FC Volendam ·
VVV ·
Willem II